# بيلي دودز
بيلي دودز (بالإنجليزية: Billy Dodds)‏ (5 فبراير 1969 في المملكة المتحدة - ) هو لاعب كرة قدم بريطاني في مركز الهجوم. شارك مع منتخب اسكتلندا لكرة القدم. أما مع النوادي، فقد لعب مع تشيلسي ودندي يونايتد وسانت جونستون ونادي أبردين ونادي بارتيك ثيسل ونادي دندي ونادي رينجرز.

## مسيرته الكروية
لعب بيلي دودز خلال مسيرته الاحترافية مع 7 أندية في أربعة وعشرون موسمًا وسجل خلالها 191 هدف ضمن 543 مباراة. حيث فاز في ثلاثة مواسم بالكأس وفي موسمين بالدوري.
خاض بيلي دودز مسيرته مع نادي تشيلسي في موسم 1986–87 في المرة الأولى لمدة موسم واحد ثم في موسم 1988–89 لمدة موسم واحد، مشاركًا طوالها في 3 مباريات ولم يسجل أي هدف. ثم انتقل إلى نادي بارتيك ثيسل في موسم 1987–88 في المرة الأولى لمدة موسم واحد ثم في موسم 2005–06 لمدة موسم واحد، حيث شارك طوالها في 32 مباراة سجل خلالها 9 أهداف. لينتقل بعدها إلى نادي دندي في موسم 1989–90 ليلعب معه خمسة مواسم، مشاركًا في 174 مباراة سجل خلالها 68 هدفًا. ثم انتقل إلى نادي سانت جونستون في موسم 1993–94 لمدة موسم واحد، مشاركًا في 20 مباراة سجل خلالها 6 أهداف. هذا وانتقل لاحقًا إلى نادي أبردين في موسم 1994–95 ليلعب معه خمسة مواسم، مشاركًا في 137 مباراة سجل خلالها 47 هدفًا. ثم انتقل بعدها إلى نادي دندي يونايتد في موسم 1998–99 في المرة الأولى ولمدة موسمين ثم في موسم 2002–03 واستمر معه طيلة ثلاثة مواسم، مشاركًا طوالها في 113 مباراة سجل خلالها 40 هدف. ليعود وينتقل من جديد، لكن هذه المرة إلى نادي رينجرز في موسم 1999–00 ليلعب معه أربعة مواسم، مشاركًا في 64 مباراة سجل خلالها 21 هدفًا.

## وصلات خارجية
- بيلي دودز على موقع الاتحاد الأوربي (الإنجليزية)
- بيلي دودز على موقع الاتحاد الإسكتلندي (الإنجليزية)
- بيلي دودز على موقع قاعدة بيانات كرة القدم.إي يو (الإنجليزية)
- بيلي دودز على موقع ناشيونال فوتبول تيمز (الإنجليزية)
- بيلي دودز على موقع Soccerbase.com (لاعب) (الإنجليزية)
- بيلي دودز على موقع عالم كرة القدم.نت (الإنجليزية)